# 里奇蒙 (阿肯色州)
里奇蒙（英語：Richmond）是位於美國阿肯色州利特爾里弗縣的一個非建制地區。該地的面積和人口皆未知。

## 地理
里奇蒙的座標為33°38′15″N 94°12′27″W / 33.63750°N 94.20750°W，而該地的平均海拔高度為100米（即328英尺）。